# Oskaloosa (Iowa)
Oskaloosa is een plaats (city) in de Amerikaanse staat Iowa, en valt bestuurlijk gezien onder Mahaska County.

## Demografie
Bij de volkstelling in 2000 werd het aantal inwoners vastgesteld op 10.938. In 2006 is het aantal inwoners door het United States Census Bureau geschat op 11.028,.

## Geografie
Volgens het United States Census Bureau beslaat de plaats een oppervlakte van 17,8 km², geheel bestaande uit land. Oskaloosa ligt op ongeveer 231 m boven zeeniveau.

## Geboren
- Al Swearengen (1845), beruchte opiumhandelaar en bordeelhouder